# 清水河 (保定市)
- 關於“清水河”其他同名河流，請見「清水河」。
- 關於“界河”其他同名河流，請見「界河」。
- 關於“龙泉河”其他同名河流，請見「龙泉河」。

清水河，位于中华人民共和国河北省保定市境内，是唐河左岸支流，上游称界河，发源于保定易县西南部甘河净乡栾木厂村一带的白银洼，向南流经涞源县银坊镇玉皇庵村后转东南流，经顺平县北部、满城区西部和顺平县东部地区，干流经过满城区方顺桥镇以南的京九铁路桥后又称龙泉河，东南流经清苑区中部，至北店乡南林水村右纳新开河后始称“清水河”，干流在北店乡东北转东北流，与右侧的唐河干流并行，于石桥乡东石桥村东北汇入唐河。河长112.75千米，流域面积2122.4平方千米。流域内水旱灾害频发，春旱尤为严重。